# Isjtvan Seketsj
Isjtvan Seketsj (Hongaars: Szekecs István, Russisch: Иштван Секеч) (Beregszász, 3 december 1939 - 28 januari 2019) was een Hongaars geboren Oekraïens voetballer en trainer, die een groot deel van zijn carrière uitkwam voor de Sovjet-Unie. Hij had het meeste succes bij zijn club Tsjernomorets Odessa. Na zijn spelerscarrière werd hij trainer. 